# Longitarsus grandis
Longitarsus grandis es una especie de insecto coleóptero de la familia Chrysomelidae. Fue descrita científicamente en 1978 por Rapilly.